# Markus Ketterer
Jari Markus Ketterer (* 23. srpen 1967 Helsinky) je bývalý finský hokejový brankář, odchovanec Jokeritu Helsinky. Vybojoval pro Finsko titul na mistrovství světa juniorů v ledním hokeji 1987, kde byl vyhlášen nejlepším gólmanem turnaje. Startoval na šesti seniorských světových šampionátech (1989, 1990, 1991, 1992, 1993 a 1996), olympiádě 1994, Kanadském poháru 1991 a Světovém poháru 1996, odchytal 108 mezistátních zápasů. Na mistrovství světa v ledním hokeji 1992 v Československu pomohl svému týmu k zisku stříbrných medailí a byl zvolen do all-stars týmu podle akreditovaných novinářů. Získal čtyři tituly mistra Finska (1989, 1990 a 1991 s TPS Turku a 1992 s Jokeritem) a švédský titul v roce 1997 s Färjestads BK. V roce 1991 mu byla udělena Trofej Urpo Ylönena, v roce 2005 byl uveden do Síně slávy finského hokeje.